# Grupa Sędzia Główny

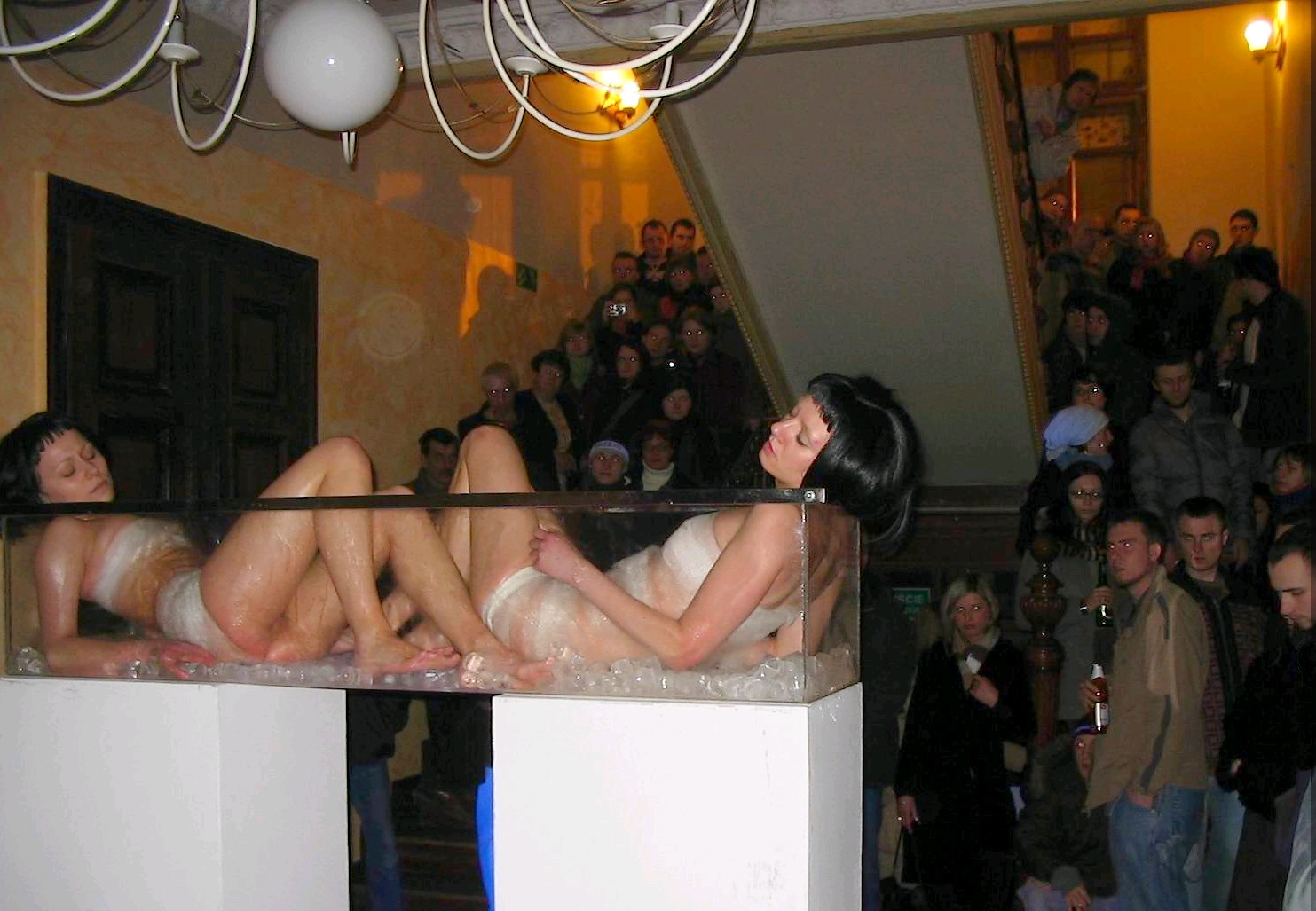
Performance grupy Sędzia Główny. Artystki leżą w wannie wypełnionej lodem.

Sędzia Główny – polski współczesny duet artystyczny performance z Zielonej Góry. W jego skład wchodziły Karolina Wiktor (ur. 1979) i Aleksandra Kubiak (ur. 1978). Grupa działała od 2001 roku. W 2004 artystki wspólnie obroniły dyplom na Wydziale Artystycznym Uniwersytetu Zielonogórskiego. Jego tytuł brzmiał Wypróbuj przyszłego magistra, a promotorem był Ryszard Woźniak. W 2006 grupa otrzymała nagrodę TVP Kultura. W 2007 roku nominowany do nagrody Spojrzenia – Nagroda Fundacji Deutsche Bank. W wyniku poważnej choroby Karoliny Wiktor (udar mózgu), działalność Grupy została zawieszona w 2009 roku, a w 2013 zamknięta.
Grupa utożsamiana była z kręgami sztuki neofeministycznej oraz genderowej. Artystki świadomie oraz z premedytacją przekraczały tabu wymiotując, oddając mocz (piss art), rozbierając się, krępując swoje ciało, przekłuwając. Charakterystycznym elementem ich działań był ten sam wizerunek (ten sam ubiór, peruki). Kolejne występy nazywały rozdziałami, nawiązując do tego, że całe życie to swoisty performance, na który składają się poszczególne elementy.
Performance, które wykonywały, często budziły odrazę oraz prowokowały publiczność do nieokreślonych zachowań. Przykładem może być performance Rozdział XXX, gdzie o artystki pobiła się grupa mężczyzn.
Niektóre performance wykonywane przez artystki miały interaktywny charakter. Przykładowo 23 listopada 2005 artystki występowały na żywo w telewizji TVP Kultura. Widzowie mieli możliwość dzwonienia i wydawania dowolnych poleceń, które grupa miała wykonać.

## Twórczość
| Rok  | Nazwa                                               | Miasto               | Miejsce |
| ---- | --------------------------------------------------- | -------------------- | --- |
| 2001 | Rozdział I                                          | Zielona Góra         | Instytut Sztuki i Kultury Plastycznej Uniwersytetu Zielonogórskiego performance                                             |
| 2002 | Rozdział II                                         | Zielona Góra         | BWA 4x performance |
| 2002 | Rozdział III                                        | Słupsk               | Bałtycka Galeria Sztuki Współczesnej Biennale Sztuki Młodych Rybie Oko II                                                   |
| 2002 | 3 Performance                                       | Żagań                | Międzynarodowe Międzyuczelniane Warsztaty Multimedialne                                                                     |
| 2002 | Performance                                         | Poznań               | Galeria Sztuki Współczesnej Innerspaces                                                                                     |
| 2003 | Performance                                         | Zielona Góra         | Stara Winiarnia Wystawa Malarstwa Sztuka beze mnie nie ma sensu                                                             |
| 2003 | Rozdział X                                          | Lublin               | Galeria KONT Festiwal Performance KONTPERFORMANCE                                                                           |
| 2003 | Rozdział XI                                         | Gdańsk               | Modelarnia Noc Świętojańska                                                                                                 |
| 2003 | Rozdział XII                                        | Warszawa             | Polsko-Francuski Festiwal Sztuki Współczesnej "Sklep Spożywczy"                                                             |
| 2003 | Rozdział XIII                                       | Bielsko-Biała        | Klub Farbiarnia |
| 2003 | Rozdział XIV                                        | Katowice             | Festiwal Teatrów Alternatywnych "A'part"                                                                                    |
| 2003 | Rozdział XV                                         | Głogów               | Dworzec PKP Spotkanie performance                                                                                           |
| 2004 | Rozdział XVI                                        | Zielona Góra         | Muzeum Ziemi Lubuskiej |
| 2004 | Rozdział XVII                                       | Zielona Góra         | Galeria PWW wystawa studentów Wydziału Artystycznego UZ                                                                     |
| 2004 | Rozdział XVIII                                      | Berlin               | Kesselhaus Kulturbrauerei Festiwal Sztuki Polskiej TERRAPOLSKA                                                              |
| 2004 | Doświadcz Mnie                                      | Zielona Góra         | Galeria PWW wystawa studentów Wydziału Artystycznego UZ                                                                     |
| 2004 | Rozdział XIX                                        | Warszawa             | Klub Le madame |
| 2004 | Rozdział XX                                         | Kraków               | Kawiarnia Naukowa Festiwal Sztuki Kobiecej Święto Kobiet                                                                    |
| 2004 | Rozdział XXI                                        | Warszawa             | Galeria XXI Spotkanie performance Tryktak                                                                                   |
| 2004 | Rozdział XXII                                       | Kraków               | Galeria Sztuki Współczesnej "Bunkier Sztuki" Festiwal teatralny B@zart                                                      |
| 2004 | Rozdział XXIII                                      | Kraków               | Stary Młyn wystawa Ładnie o ładnym                                                                                          |
| 2004 | Rozdział XXIV                                       | Zielona Góra         | Biuro Wystaw Artystycznych wystawa INC.                                                                                     |
| 2005 | Rozdizał XXV                                        | Warszawa             | Galeria XXI wystawa Dzień Matki                                                                                             |
| 2005 | Rozdział XXVI                                       | Warszawa             | klub Le Madame |
| 2005 | Rozdział XXVII                                      | Poznań               | Atrium Starego Browaru Międzynarodowy Festiwal Performance Weekend Performance                                              |
| 2005 | Rozdział XXVIII                                     | Kraków               | Klub Rdza Święto Kobiet |
| 2005 | Rozdział XXIX                                       | Zielona Góra         | Galeria Galera Setna wystawa Galerii Galera                                                                                 |
| 2005 | Rozdział XXX Wygraj 12 godzin z Grupą Sędzia Główny | Piotrków Trybunalski | klub Eden Festiwal Performance Interakcje                                                                                   |
| 2005 | Rozdział XXXI                                       | Skoki                | Warsztaty poznańskiej Akademii Sztuk Pięknych                                                                               |
| 2005 | Rozdział XXXII                                      | Warszawa             | Klub Le Madame akcja Koszulki dla Wolności                                                                                  |
| 2005 | Rozdział XXXIII                                     | Katowice             | Stary Dworzec PKP Międzynarodowy Festiwal Teatrów Alternatywnych A'part                                                     |
| 2005 | Rozdział XXXIV Epizod I                             | Budapeszt            | wystawa Dzień Matki |
| 2005 | Rozdział XXXV                                       | Ustka                | Bałtycka Galeria Sztuki Współczesnej 13 Międzynarodowy Festiwal Performance Zamek Wyobraźni                                 |
| 2005 | 3 performance                                       | Warszawa             | Rezydencja artystyczna Warszawski Aktyw Artystów                                                                            |
| 2005 | Rozdział XXXIX                                      | Wrocław              | Galeria Entropia |
| 2005 | Rozdział XL                                         | TVP Kultura          | program telewizyjny Noc Artystów                                                                                            |
| 2005 | Rozdział XLI                                        | Toruń                | Galeria Sztuki Współczesnej Wozownia Wystawa Kobiecej Sztuki Performance Preformanceess                                     |
| 2005 | Rozdział XLII                                       | Warszawa             | Klub Le Madame |
| 2006 | Rozdział XLIII                                      | Warszawa             | Teatr Rozmaitości w Warszawie Akcja Wirus na Magnetyzmie Serc                                                               |
| 2006 | Rozdział XLIV                                       | Zielona Góra         | Biuro Wystaw Artystycznych w Zielonej Górze spotkanie performance PerfoPop                                                  |
| 2006 | Rozdział XLV Natalia LL's & Botticeli's Projekt     | Warszawa             | Fabryka Trzciny I urodziny TVP Kultura                                                                                      |
| 2006 | Rozdział XLVI                                       | Racibórz             | Przestrzeń Miejska miasta Racibórz – Pomnik Matki Polki II Raciborski Festiwal Sztuki TrzASKoff, Wystawa Więzy              |
| 2006 | Rozdział XLVII Tahur                                | Warszawa             | lokal_30 wystawa Sztuki Współczesnej Zwyczajny Terror                                                                       |
| 2006 | Rozdział XLVIII Epizod II. Tahur                    | Katowice             | Galeria Sektor I wystawa Sztuki Współczesnej Zwyczajny Terror                                                               |
| 2006 | Rozdział XLIX                                       | Warszawa             | Klub M25 Urodziny Klubu Le Madame                                                                                           |
| 2006 | Rozdział L                                          | Berlin               | Międzynarodowe Targi Sztuki Preview                                                                                         |
| 2006 | Rozdział LI                                         | Berlin               | Międzynarodowe Targi Sztuki ArtForum                                                                                        |
| 2006 | Rozdział LII Epizod III                             | Łódź                 | II Biennale Sztuki, Wystawa Mentality                                                                                       |
| 2006 | Rozdział LIII                                       | Katowice             | przestrzeń miejska: Plac Sejmu Śląskiego Urządzanie w ramach Festiwalu ArtCity                                              |
| 2006 | Rozdział LIV                                        | Katowice             | przestrzeń handlowa Silesia City Center Festiwal Sztuki ArtCity                                                             |
| 2006 | Rozdział LV                                         | Londyn               | Galeria Cell Project Space wystawa artystów Lokalu_30 You Cannot Come Closer                                                |
| 2006 | Rozdział LVI                                        | Warszawa             | pokaz na otwarciu salonu Kartell                                                                                            |
| 2007 | Rozdział LVII                                       | Jelenia Góra         | Biuro Wystaw Artystycznych                                                                                                  |
| 2007 | Rozdział CX                                         | Łódź                 | Galeria Manhattan Święto kobiet w Łodzi                                                                                     |
| 2007 |                                                     | Gdańsk               | CSW Łaźnia SŁODKA SZTUKA – Prace wideo polskich artystek                                                                    |
| 2007 | Rozdział LXIV                                       | Zielona Góra         | Biuro Wystaw Artystycznych                                                                                                  |
| 2007 |                                                     | Katowice             | Galeria Sektor I |
| 2007 |                                                     | Zielona Góra         | Biuro Wystaw Artystycznych/przestrzeń miejska Zielonej Góry projekt Odczarowanie                                            |
| 2007 |                                                     | Warszawa             | Zachęta Narodowa Galeria Sztuki Wystawa artystów nominowanych do nagrody Fundacji Deutsche Bank w konkursie Spojrzenia 2007 |
| 2007 | Rozdział LXXI                                       | Wrocław              | BWA Awangarda |
| 2008 |                                                     | Wrocław              | BWA Awangarda Odczarowanie – Proces ciągły                                                                                  |
| 2008 | Out of me/Into me                                   | Frankfurt nad Odrą   | PackHof Museum Junge Kunst                                                                                                  |
| 2008 |                                                     | Budapeszt            | FKSE – Fiatal Képzőművészek Stúdiója                                                                                        |
| 2008 |                                                     | Orońsko              | Centrum Rzeźby Polskiej 5 Triennale młodych 2008                                                                            |
| 2008 | Rozdział LXXXIV Zezwierzęcony Glamour               | Warszawa             | Centrum Sztuki Współczesnej Zamek Ujazdowski                                                                                |

Źródło: